# San Lucas como pintor, ante Cristo en la Cruz
San Lucas como pintor, ante Cristo en la Cruz, también conocido como San Lucas pintando la crucifixión o Crucificado con San Lucas, es un cuadro de Francisco de Zurbarán expuesto en el Museo del Prado de Madrid, España. Está pintado al óleo sobre lienzo y mide 105 cm de alto por 84 cm de ancho. Probablemente el modelo para el evangelista es el mismo pintor.
El Cristo crucificado con San Lucas siempre ha sido considerado una de las imágenes más interesantes de Zurbarán ya que parece ser que el pintor se autorretrató en la figura del santo. Aunque San Lucas ejerció durante su vida la medicina en Siria, los pintores le consideran también su patrón ya que la leyenda le atribuye el retrato de la Virgen. Por lo tanto, Zurbarán ha elegido su efigie para representar a su santo patrón, con las paletas en la mano y la mirada hacia Dios. Junto a él está el Crucificado, que rompe con las normas iconográficas dictadas por Francisco Pacheco y seguidas fielmente en el Cristo de Velázquez ya que Zurbarán cruza los pies de Jesús, aunque coloca los cuatro clavos pero elimina el subpedáneo, otorgando así a la figura un mayor escorzo y movimiento. El artista continúa con los dictados del Naturalismo tenebrista y utiliza imágenes muy realistas hasta el punto de colocarse él mismo como San Lucas. Aunque existe cierta idealización en la figura de Cristo es sorprendente cómo se le marcan las costillas y la caja torácica para otorgar mayor veracidad a la escena. La fuerte luz procedente de la izquierda crea pronunciados contrastes entre zonas de luz y sombra, como tanto le gustaba también a Caravaggio. Por último, los tonos oscuros y la delicadeza de los pliegues son características específicas de toda la obra de Zurbarán.